# Wadi Nisnas

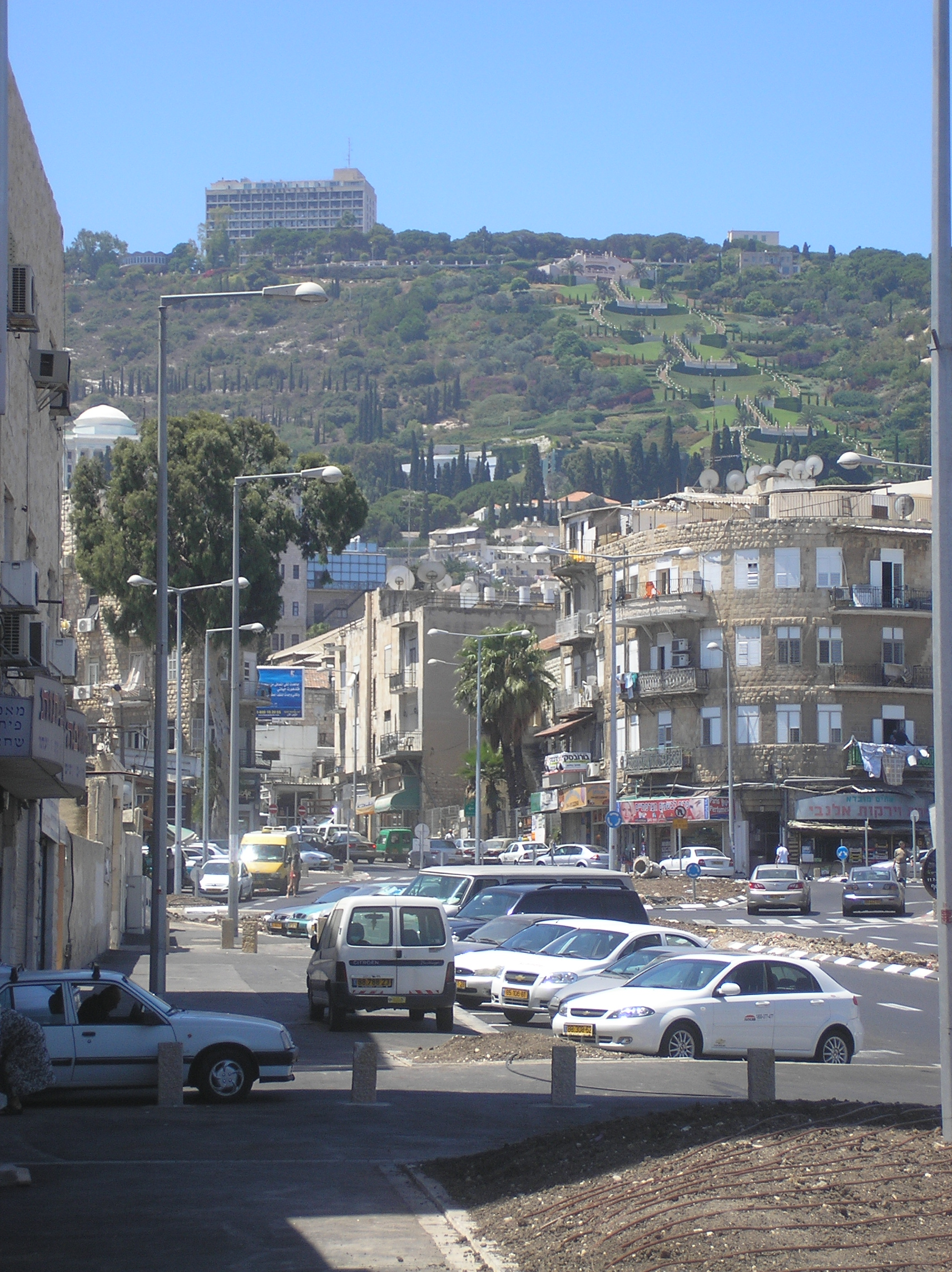
Stradă din Wadi Nisnas

Wadi Nisnas (în arabă وادي النسناس) este un cartier din orașul Haifa, în nordul Israelului, locuit de israelieni arabi. Nisnas este denumirea arabă a mangustei, un animal local. Cartierul are o populație de circa 8.000 de locuitori.

## În media artistică
Wadi Nisnas este locul de desfășurare al nuvelei din 1987 Hatsotsrah ba-Vadi (în ebraică: „O trompetă în Wadi”) a scriitorului israelian Sami Michael. Subiectul nuvelei este povestea de dragoste dintre o tânără israeliană arabă și un imigrant evreu sosit de curând din Rusia.